# なないろリンカネーション
『なないろリンカネーション』は、2014年9月26日にシルキーズプラス WASABIから発売されたアダルトゲーム。萌えゲーアワード2014にて準大賞・9月月間賞・DMM賞を受賞した。
家庭用機への移植もされており、PlayStation Vita版がシルキーズプラスアルファより2015年9月17日に発売された。
また、2016年には2年半後の世界を描いた『あけいろ怪奇譚』が発売された。

## 解説
本作は、エルフおよびその関連ブランドであるシルキーズのスタッフが独立して立ち上げた、シルキーズプラスのデビュー作である。
本作は転生をテーマとしており、鬼を使役して霊魂をあの世へ送る役目を任された青年の体験する、霊魂やヒロインたちとの日々を描く。仲間たちとのきずなや人間関係に重きを置いた暖かなホームコメディ作品となっているが、切ない結末を迎えるルートも存在する。

## あらすじ
大学3年生の青年・加賀美真は一人暮らしを始めるために、譲り受けた亡き祖父の家を訪れる。そこで、座敷わらしの少女・伊予と鬼を名乗る女性・桔梗に出迎えられ、真に「霊視」の力があること、加賀美家には代々町に彷徨う霊魂を現世から常世へ送るというお役目があることを知らされる。真は戸惑いながらも役目を務めようとするが、その過程でとある事件に巻き込まれていく事になる 。

## 登場人物

### メインキャラクター
担当声優は、PC版 / Vita版の順で表記。
加賀美 真（かがみ まこと）
本作の主人公である大学生。亡き祖父の家に移り住む形で独り暮らしを始めた。加賀見家第八代当主。
子供の頃、伊予や祖父の鬼たちを見ることが出来たため、不審に思われていた。年を重ねるにつれ見えなくなっていったが、祖父の死を契機に遺言として祖父の住居を受け継ぎ、八代目当主となる。伊予と再会した事で霊視の力が戻った。伊予や桔梗からの説明を受け、加賀美家当主には死者の魂を救う「お役目」があることを知り、琴莉とコタローの件を経てお役目の重みを徐々に知っていくことになる。
由美とは昔、付き合っていたが、大学に入ると、学部が違うことなどから時間が合わなくなり、自然に距離ができてしまっていた。しかし、祖父の家と彼女の家やバイト先が近いことから徐々に交流を取り戻してく。
滝川 琴莉（たきがわ ことり）
声 - 秋野花 / あさみほとり
真の家の近所の学園の女子生徒。愛犬の名前はコタロー。真に助けられて以来、彼ほどではないものの霊視能力を持つこともあって、協力者となった。
明るくまっすぐな性格だが、それがゆえにあさっての方向に努力を向けてしまうこともある。
真と共に、様々な霊に関する事件、それに関する悪意などを感じる中、真や鬼たちと交流を深める。
土方 由美（ひじかた ゆみ）
声 - 星咲イリア / 咲乃藍里
真の顔見知りである女子大生。彼とは距離を置いているが、関係を改善したいとも思っている。気が強そうに見えるが人見知りであり、アルバイト先である喫茶店での接客業務でも苦労している。昔は眼鏡をかけていたが現在はコンタクトレンズを使用している。
真と距離ができていたが、真のお役目のことを偶然知り、以前、友人が家庭教師をしていた女生徒が行方不明になっていることを相談するのを契機に、徐々に距離が詰まっていく。
伏見 梓（ふしみ あずさ）
声 - かわしまりの / 瑞沢渓
真がお役目で知り合った女性刑事で、心霊関係の事件を扱う刑事十三課に所属している。洞察は鋭いが、愚痴をこぼしがち。
まだ新人で、本人も霊視に目覚めておらず十三課も「オカルト課」として署内でも軽んじられる存在である事から、最初は左遷と思い込みお役目の事も信じていなかったが、実事件を重ねるにつれ、信じていくことになる。
伊予（いよ）
声 - 真宮ゆず / 柏木美優
見た目は完全に幼女だが、真の家に長く住み着いている座敷わらしで、御意見番のような存在。古くより加賀美家に福をもたらしてきたが、ひねくれており、真をはじめとする他者をよくからかう。幼少期の真の遊び相手をしており、よくからかって泣かせていた。彼の初恋の相手。また、常に家にこもってコンピュータゲームをしており、本人は座敷童は遊びを司るから現代の遊戯をするのは道理だと主張している。下ネタが大好きで、真曰く「中身はおっさん」
桔梗（ききょう）
声 - 御苑生メイ / 小山さほみ
真の祖父に仕えていた鬼だが、特殊能力は持たない。本来鬼は亡くなった主にあの世へ付き添うが、桔梗は祖父により真の補助のためにこの世に留まっている。
葵（あおい）
声 - 桜川未央 / 小林眞紀
真のために生み出された鬼で、角ではなく猫耳と尻尾が特徴。残留思念を読み取る能力を持つが、猫らしく気まぐれでわがままな子供っぽい性格の為、仕えるべき存在であるはずの真を困らせ、良く伊予や芙蓉に怒られている。
芙蓉（ふよう）
声 - 御苑生メイ / 小山さほみ
葵の後に、真のために生み出された鬼で桔梗に似た姿をしている。主に家事を担当しており、外出に支障がないよう一般人でも見られるようにしている。そのこともあり、桔梗同様特殊能力を持たない。礼儀正しく、容姿や立ち振舞いから良家の若奥様に見える程だが、真に対する独占欲が強い一面もある。
アイリス
声 - 藤咲ウサ / 桜咲千依
芙蓉の後に、真のために生み出された鬼 。ゴスロリ衣装を着た少女の姿をしており、ぬいぐるみのウーパくんをいつも抱えており、腹話術の要領でしゃべらせている 。テレパシーに長けている半面肉声で喋る事が苦手で、普通に喋ろうとすると激しくどもる 。礼儀正しい性格であり、普段は芙蓉の家事をよく手伝っている。

### サブキャラクター
真の祖父（まことのそふ）
声 - なし
故人。先代である加賀見家第七代当主。回想のみ登場。同じ霊視の力を持ち周囲に怪訝な目で見られていた真の最大の理解者であった。寡黙な性格であったらしい。
真の母（まことのはは）
声 - 北谷奈都
真の母親。霊視の力はなく、昔、伊予と遊ぶ幼少期の真を「なになにちゃんと遊ぶと言って一人で遊んでいた」と不審に思い、心配していた。
嶋 雄三（しま ゆうぞう）
声 - 事務台車
きららの父。有名メーカーであるオレンジコンピューター社の社員で部長クラス。劇中では（42）という年齢部分までしっかりと表示されている。
嶋 きらら（しま きらら）
声 - 波瑠乃艾
嶋雄三の娘で、由美が家庭教師をしていた女生徒の友人。成績が上がらなかったため、由美はクビ同然で辞めている。
野崎 小百合（のざき さゆり）
声 - 御苑生メイ
とある事情で加賀見家を訪れる女生徒。
西田 巧（にしだ たくみ）
声 - カマンベール十円堂
商店街にある弁当屋の店員。

## 制作
滝川琴莉役には 秋野花が起用された。秋野は当時の様子について「思い返せば、繊細な思いが交錯する難しさに体当たりで挑んだ日々でした。『ななリン』の現場で丁寧に[中略]毎回……生きていることを実感するような経験をさせていただけたおかげで、今の自分があると断言できます。」と述懐しており、思い入れのある役として挙げている。
アイリス役には藤咲ウサが起用された 。アイリスはテレパシー以外にもウーパくんというぬいぐるみを通じて話すという設定があり、藤咲が台本を読んだ際ウーパくんは男の子だと思ってスタッフに確認したところ、「アイリスがウーパくんを介してテンション高く話しているだけなので、キャラづくりは特にしなくてよい」と返ってきたという。藤咲は「直接話すのが苦手なアイリスのテンションが高いというのはどういうことなのか」と混乱した末、アイリスはそこまで腹話術はうまくないという考えにいたり、この時の演技について「アイリスなりの『いえーいヽ(*´∀｀)ノ』でした。」と自身のブログ記事の中で振り返っている。

## スタッフ
- 企画・シナリオ - かずきふみ
- キャラクターデザイン・原画 - すめらぎ琥珀

## 主題歌
主題歌「リンカネーション」
作詞 - ブラックミストアイランド / 作曲 - Croissant（クロワッサン） / 歌 - ムーサン・ベリー
エンディングテーマ「Your ray send me」
作詞 - ブラックミストアイランド / 作曲 - Croissant（クロワッサン） / 歌 - ムーサン・ベリー

## 関連商品

### CD
なないろリンカネーション Memorial CD
2015年1月23日発売 / 発売元：シルキーズプラス

### 書籍
なないろリンカネーション 完全ファイル
2015年3月28日発売 / 出版社：蒼竜社 / ISBN 9784883864379
あけいろ怪奇譚＆なないろリンカネーション　ビジュアルファンブック
すめらぎ琥珀 2016年11月28日発売 / 出版社：ジーオーティー / ISBN 9784814800094

## 評価・受賞歴
ゲームライターのカズオは本作の体験版について、「短いながらも見せ場がちゃんとあり、序盤からコミカルな展開を見られて楽しめた」とし、製品版に期待を寄せた。また、アダルトゲームライターの佐藤は、「本作はエルフの匂いを感じられる良作で、エルフの特色である塗り方も健在だった」と評した。
『BugBug』2014年12月号に本作のレビューが掲載された。シナリオに対しては、体験版でもプレイできる小動物との死別を描く話や公園に出る悪霊の話について言及され、それぞれ泣ける話と爆笑必至の話に仕上がっていると指摘された。本作のシナリオには妖怪娘萌えとギャグに加えてシリアスな要素やミステリー要素も組み込まれており、伏線もきっちりと回収される見事なシナリオだと評された。レビューではシナリオ上には残酷描写もあると指摘され、この描写は必要不可欠な要素であり、これによりストーリー展開に意外性を生み出し、真実が明かされたときの衝撃度が増して物語に深みを与えていると評された。
本作には8人の女性が登場し、そのうち4人が攻略対象で残り4人はサブキャラ扱いとなっている。しかし、サブキャラの4人は主人公をサポートする鬼であり、儀式と称して主人公と序盤からエッチする構成となっている。これに対し『BugBug』のレビューでは、「攻略対象外のキャラのHシーンを共通ルート内に入れることで、うまい具合にストーリーをたのしみつつもHも堪能できるようになっている」と評された。また、すめらぎ琥珀が描く原画に対しては、有名な成人漫画家の原画なので構図やポーズに躍動感があり、肉感的なタッチがエロいと指摘された。
『BugBug』では総評として、妖怪娘との生活は賑やかで非常に楽しくメインとなる霊が関わる事件も涙あり笑いありでバラエティに富んだ内容になっている、新ブランドのデビュー作でありながらバランスよくまとまっている、全体的に完成度が極めて高い作品であると評された。
本作は萌えゲーアワード2014にて準大賞・9月月間賞・DMM賞を受賞した。講評では、シルキーズプラス WASABIのデビュー作でありながらも実力派スタッフが集まったことで「準大賞も納得の完成度」だと述べられた。本作ではシナリオが最も評価され、日常シーン・シリアスなシーン・泣けるシーンのどれもが存在する点が「PCゲームの楽しさを凝縮したかのような内容」だと評された。